# 양장시
양장(양강, 중국어: 阳江, 병음: Yángjiāng)은 중화인민공화국 광둥성 남서부에 위치한 지급시이다.
나이프 제조업체인 양장 스바쯔의 본사가 있는 곳으로 유명하다.
양장은 아름다운 도시이다. 교통이 편리한 곳에 위치하여 광저우에서 버스로 2시간 반이 걸린다. 유명한 장소로 자포 해변, 하이링 섬, 사파 마을이 있다.

## 역사
고대에 백월의 활동 지역이었던 양장은 진시황제가 중국 통일 사업을 달성하면서 영남 지방을 세력하에 두고 군현제를 시행, 양장은 남해군의 관할지가 되었다. 그 후 기원전 111년, 한 무제에 의해 남월국이 멸망하면서, 무제는 양장 지역에 새롭게 합포현(合浦县), 고량현(高涼县)을 설치했다. 한말의 220년, 손권은 고량현을 군으로 승격시켜, 안녕현(安寧県, 현재의 장청 구), 고량현(양둥 현 북부), 서평현(西平県, 장청 구, 양둥 현, 양시 현의 일부)를 관할케 했다.
남북조시대에 양장은 광주에 속하고 있었지만, 527년에 고량군은 두릉군, 영강군, 양춘군과 함께 고주(高州)로서 새롭게 설치되어 영남 지구의 교통·군사의 요충으로서 발전했다.
606년, 수 양제는 안녕현과 고량현의 일부 지역에 새롭게 양강현을 설치했고, 이것이 현재 지명의 기원이다. 이후 고주로부터 혜주로의 관할 변경 등이 있었지만, 중화민국 시대까지 양강현의 지명이 사용되고 있었다.
중화인민공화국 성립 후 1956년 9월에 장먼 시의 관할이 되었지만, 1988년 2월 10일에 양장, 양춘의 2현이 분리되어 양장 시가 탄생해 현재에 이르고 있다.

## 지리
서쪽으로 마오밍, 북쪽으로 윈푸, 동쪽으로 장먼과 접하고 남쪽으로 남중국해에 면한다.
| 양장시의 기후                                                 | 양장시의 기후 | 양장시의 기후 | 양장시의 기후 | 양장시의 기후 | 양장시의 기후 | 양장시의 기후 | 양장시의 기후 | 양장시의 기후 | 양장시의 기후 | 양장시의 기후 | 양장시의 기후 | 양장시의 기후 | 양장시의 기후   |
| 월                                                            | 1월           | 2월           | 3월           | 4월           | 5월           | 6월           | 7월           | 8월           | 9월           | 10월          | 11월          | 12월          | 연간            |
| ------------------------------------------------------------- | ------------- | ------------- | ------------- | ------------- | ------------- | ------------- | ------------- | ------------- | ------------- | ------------- | ------------- | ------------- | --------------- |
| 역대 최고 기온 °C (°F)                                        | 28.0 (82.4)   | 28.9 (84.0)   | 32.2 (90.0)   | 31.7 (89.1)   | 33.9 (93.0)   | 36.8 (98.2)   | 36.6 (97.9)   | 37.5 (99.5)   | 36.8 (98.2)   | 33.4 (92.1)   | 33.1 (91.6)   | 29.2 (84.6)   | 37.5 (99.5)     |
| 일평균 최고 기온 °C (°F)                                      | 19.6 (67.3)   | 20.3 (68.5)   | 22.6 (72.7)   | 25.9 (78.6)   | 29.3 (84.7)   | 30.8 (87.4)   | 31.5 (88.7)   | 31.8 (89.2)   | 31.0 (87.8)   | 28.9 (84.0)   | 25.5 (77.9)   | 21.4 (70.5)   | 26.6 (79.8)     |
| 일일 평균 기온 °C (°F)                                        | 15.4 (59.7)   | 16.5 (61.7)   | 19.2 (66.6)   | 22.9 (73.2)   | 26.2 (79.2)   | 27.9 (82.2)   | 28.2 (82.8)   | 28.1 (82.6)   | 27.2 (81.0)   | 24.9 (76.8)   | 21.2 (70.2)   | 17.0 (62.6)   | 22.9 (73.2)     |
| 일평균 최저 기온 °C (°F)                                      | 12.5 (54.5)   | 14.1 (57.4)   | 16.9 (62.4)   | 20.8 (69.4)   | 23.9 (75.0)   | 25.6 (78.1)   | 25.9 (78.6)   | 25.6 (78.1)   | 24.6 (76.3)   | 21.9 (71.4)   | 18.1 (64.6)   | 13.9 (57.0)   | 20.3 (68.6)     |
| 역대 최저 기온 °C (°F)                                        | 2.9 (37.2)    | 3.8 (38.8)    | 4.7 (40.5)    | 9.9 (49.8)    | 15.3 (59.5)   | 19.3 (66.7)   | 21.1 (70.0)   | 21.3 (70.3)   | 16.8 (62.2)   | 12.0 (53.6)   | 6.2 (43.2)    | 3.4 (38.1)    | 2.9 (37.2)      |
| 평균 강수량 mm (인치)                                         | 44.2 (1.74)   | 49.2 (1.94)   | 83.3 (3.28)   | 201.3 (7.93)  | 393.4 (15.49) | 467.8 (18.42) | 372.7 (14.67) | 383.1 (15.08) | 264.5 (10.41) | 85.0 (3.35)   | 43.2 (1.70)   | 37.1 (1.46)   | 2,424.8 (95.47) |
| 평균 강수일수 (≥ 0.1 mm)                                      | 7.1           | 10.3          | 13.8          | 14.4          | 17.0          | 19.2          | 18.1          | 18.4          | 14.2          | 5.9           | 5.0           | 5.1           | 148.5           |
| 평균 상대 습도 (%)                                            | 73            | 80            | 85            | 87            | 85            | 86            | 84            | 84            | 81            | 72            | 70            | 67            | 80              |
| 평균 월간 일조시간                                            | 120.7         | 84.3          | 67.0          | 86.5          | 140.7         | 161.7         | 202.5         | 185.0         | 178.6         | 197.7         | 170.1         | 152.6         | 1,747.4         |
| 가능 일조율                                                   | 36            | 26            | 18            | 23            | 35            | 40            | 49            | 47            | 49            | 55            | 51            | 46            | 40              |
| 출처: 중국기상국 (평년값: 1991년~2020년, 극값: 1971년~2010년) |               |               |               |               |               |               |               |               |               |               |               |               |                 |

## 행정 구역

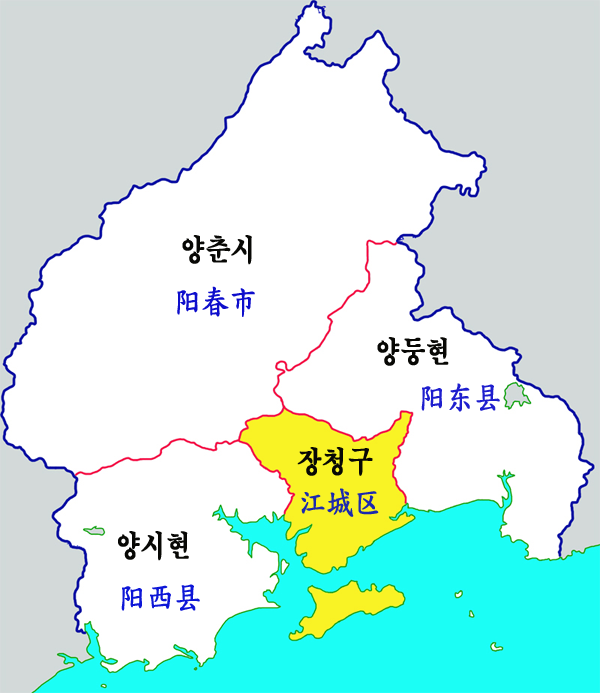
양장 시 행정 구역

2개의 시할구,1개의 현급시 1개의 현을 관할한다.
시할구
- 장청 구(江城区)
- 양둥 구(阳东区)

현급시
- 양춘 시(阳春市)

현
- 양시 현(阳西县)